# Asota orbona
Asota orbona là một loài bướm đêm thuộc họ Erebidae. Loài này có ở Indonesia, Papua New Guinea và Queensland.
Sải cánh dài khoảng 50 mm.
Ấu trùng ăn các loài Ficus.

## Phụ loài
- Asota orbona discoidalis (Seram)
- Asota orbona ocellata (Papua New Guinea)
- Asota orbona ochrealis (Ambon, quần đảo Kai, Seram)
- Asota orbona orbona (Indonesia, Papua New Guinea)
- Asota orbona queenslandica (Queensland)
- Asota orbona significans (Indonesia, Papua New Guinea)